# Barbourichthys
Genre
Barbourichthys est un genre de poissons plats marins de la famille des Soleidae.

## Liste des espèces
Selon EOL et WoRMS ce genre est monotypique, il ne comprend qu'une seule espèce:
- Barbourichthys zanzibaricus Bleeker, 1863